# Var 83
VHK 83 (Var 83 в обзоре VHK) — яркая голубая переменная звезда в созвездии Треугольника в галактике Треугольника. Болометрическая светимость по крайней мере в 2 240 000 раз (по другим оценкам в 4 500 000 раз)  превышает солнечную; звезда была описана как наиболее яркая нестабильная звезда в M33 и является одной из самых мощных известных звёзд.
Видимая звёздная величина меняется медленно и непредсказуемо на 1-2 величины в видимой области спектра и может оставаться постоянной в течение многих лет. Подобные вариации вместе с высокой светимостью и температурой звезды привёл к тому, что данную звезду отнесли к группе переменных Хаббла-Сэндиджа. Несмотря на то, что звезду считают яркой голубой переменной, вспышки ещё не наблюдались, хотя совместные изменения температуры и блеска были зарегистрированы.
Оценки температуры звезды варьируются от 18 000 K до более чем 30 000 K. Более высокие оценки температуры, получаемые при вписывании распределения энергии в спектре, согласуются с оценками светимости в спокойной фазе, но спектр похож на спектры более холодных звёзд.